# Lista prezydentów Republiki Serbskiej

## Chronologiczna lista
- tymczasowo

| #                                    | Imię i nazwisko                                        | Portret          | Kadencja             | Kadencja          | Partia polityczna | Partia polityczna |
| #                                    | Imię i nazwisko                                        | Portret          | Od                   | Do                | Partia polityczna | Partia polityczna |
| ------------------------------------ | ------------------------------------------------------ | ---------------- | -------------------- | ----------------- | ----------------- | ----------------- |
| Przewodniczący Zgromadzenia Ludowego |                                                        |                  |                      |                   |                   |                   |
| 1                                    | Momčilo Krajišnik (ur. 1945)                           |                  | 24 października 1991 | 28 lutego 1992    |                   | SDS               |
| Prezydenci                           |                                                        |                  |                      |                   |                   |                   |
| -                                    | Biljana Plavšić (ur. 1930) Nikola Koljević (1936-1997) |                  | 28 lutego 1992       | 12 maja 1992      |                   | SDS               |
| -                                    | Biljana Plavšić (ur. 1930) Nikola Koljević (1936-1997) |                  | 28 lutego 1992       | 12 maja 1992      |                   | SDS               |
| 1                                    | Radovan Karadžić (ur. 1945)                            |                  | 12 maja 1992         | 19 lipca 1996     |                   | SDS               |
| 2                                    | Biljana Plavšić (ur. 1930)                             |                  | 19 lipca 1996        | 4 listopada 1998  |                   | SDS (do 1997)     |
| 2                                    | Biljana Plavšić (ur. 1930)                             | SNS RS (od 1997) | 19 lipca 1996        | 4 listopada 1998  |                   |                   |
| 3                                    | Nikola Poplašen (ur. 1951)                             |                  | 4 listopada 1998     | 2 września 1999   |                   | SRS RS            |
| -                                    | Petar Đokić (ur. 1961)                                 |                  | 2 września 1999      | 26 stycznia 2000  |                   | SP                |
| 4                                    | Mirko Šarović (ur. 1956)                               |                  | 26 stycznia 2000     | 28 listopada 2002 |                   | SDS               |
| 5                                    | Dragan Čavić (ur. 1958)                                |                  | 28 listopada 2002    | 9 listopada 2006  |                   | SDS               |
| 6                                    | Milan Jelić (1956–2007)                                |                  | 9 listopada 2006     | 30 września 2007  |                   | SNSD              |
| -                                    | Igor Radojičić (ur. 1966)                              |                  | 1 paźdiernika 2007   | 28 grudnia 2007   |                   | SNSD              |
| 7                                    | Rajko Kuzmanović (ur. 1931)                            |                  | 28 grudnia 2007      | 15 listopada 2010 |                   | SNSD              |
| 8                                    | Milorad Dodik (ur. 1959)                               |                  | 15 listopada 2010    | 19 listopada 2018 |                   | SNSD              |
| 9                                    | Željka Cvijanović (ur. 1967)                           |                  | 19 listopada 2018    | 15 listopada 2022 |                   | SNSD              |
| (8)                                  | Milorad Dodik (ur. 1959)                               |                  | 15 listopada 2022    | nadal             |                   | SNSD              |